# Emili García
Emili García (Andorra la Vieja, 11 de enero de 1989) es un futbolista internacional andorrano. Juega en la posición de defensa y milita en la U. E. Santa Coloma de la Primera División de Andorra.

## Selección nacional
Ha sido internacional con la selección de fútbol de Andorra en 58 ocasiones.

## Clubes
| Club                  | País    | Año       |
| --------------------- | ------- | --------- |
| F. C. Andorra         | Andorra | 2006-2013 |
| Racing Lermeño C. F.  | España  | 2013-2014 |
| E. S. Pennoise        | Francia | 2014-2015 |
| U. S. Le Pontet       | Francia | 2015      |
| F. C. Andorra         | Andorra | 2016-2019 |
| Inter Club d'Escaldes | Andorra | 2019-2022 |
| U. E. Santa Coloma    | Andorra | 2022-     |